# Bomba borboleta

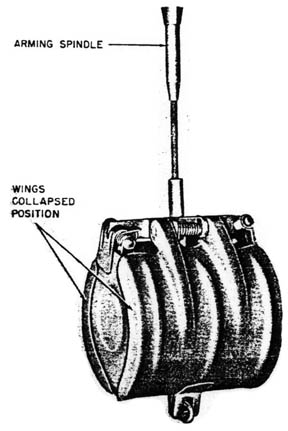
SD2 - Fechada (o detonador ainda não está armado)

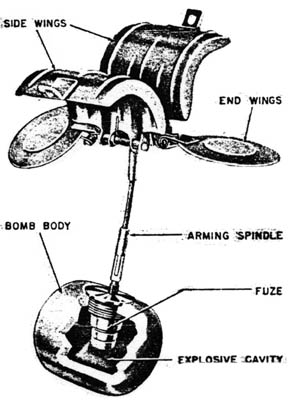
SD2 - Aberta (neste o detonador está completamente armado)

Uma Bomba borboleta (Sprengbombe Dickwandig 2 kg ou SD2) era uma bomba de fragmentação alemã de 2 quilogramas usada por Luftwaffe durante a Segunda Guerra Mundial. Ela foi chamada dessa forma devido a sua cobertura metálica cilíndrica que quando aberta dá a bomba a aparência superficial de uma grande borboleta. Seu design é bem distinto e fácil de reconhecer. Bombas SD2 não foram lançadas individualmente, mas empacotadas em containers contendo entre 6 e 108 unidades.